# Erinnyis obscura
Espèce
Erinnyis obscura est une espèce d'insectes lépidoptères de la famille des Sphingidae, de la sous-famille des Macroglossinae, de la tribu des Dilophonotini, de la sous-tribu des Dilophonotina et du genre Erinnyis.

## Description
L'envergure est de 56 à 65 mm. Les femelles ont les ailes antérieures presque uniformément grises avec des taches noires sur la moitié basale et à proximité du centre de la cote, même si certains sont presque tous noirs. La face supérieure de l'aile antérieure du mâle est gris pâle avec des taches noires et une ligne noire au centre allant de la base à environ trois quarts de la longueur de l'aile. Dans les deux sexes, le dessus des ailes postérieures est orange avec une bordure noire étroite.

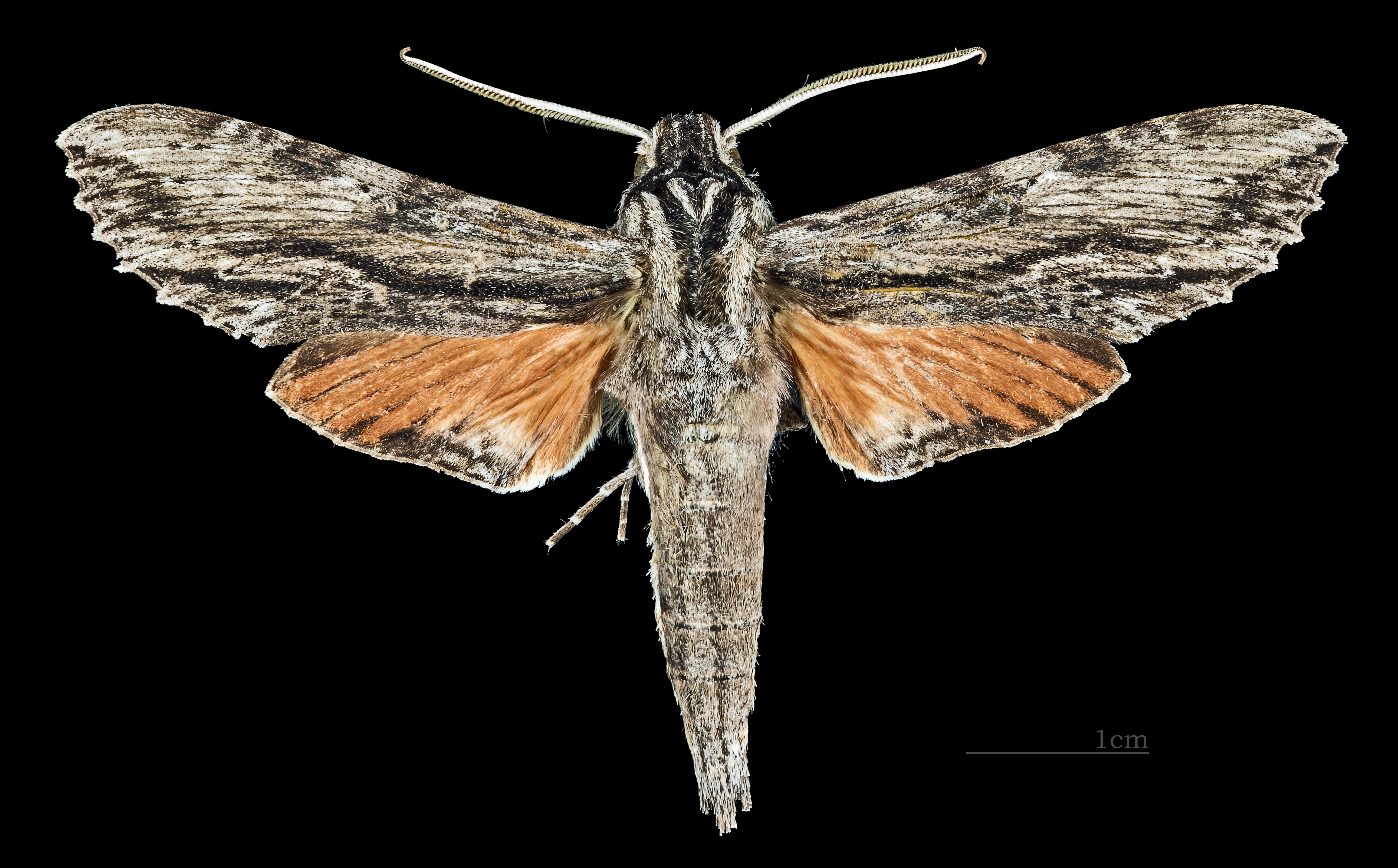
Face dorsale du mâle MHNT
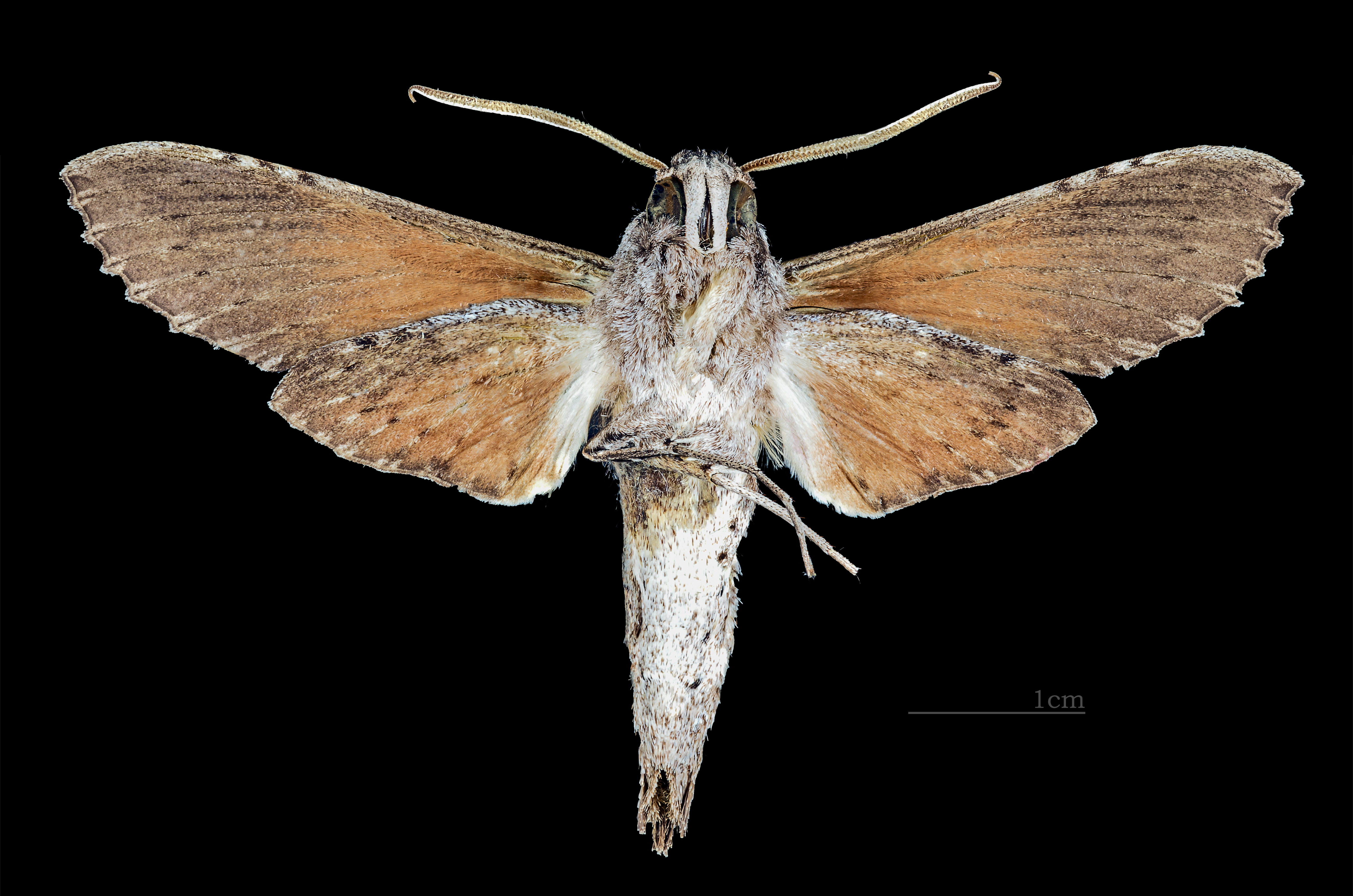
Revers du mâle MHNT
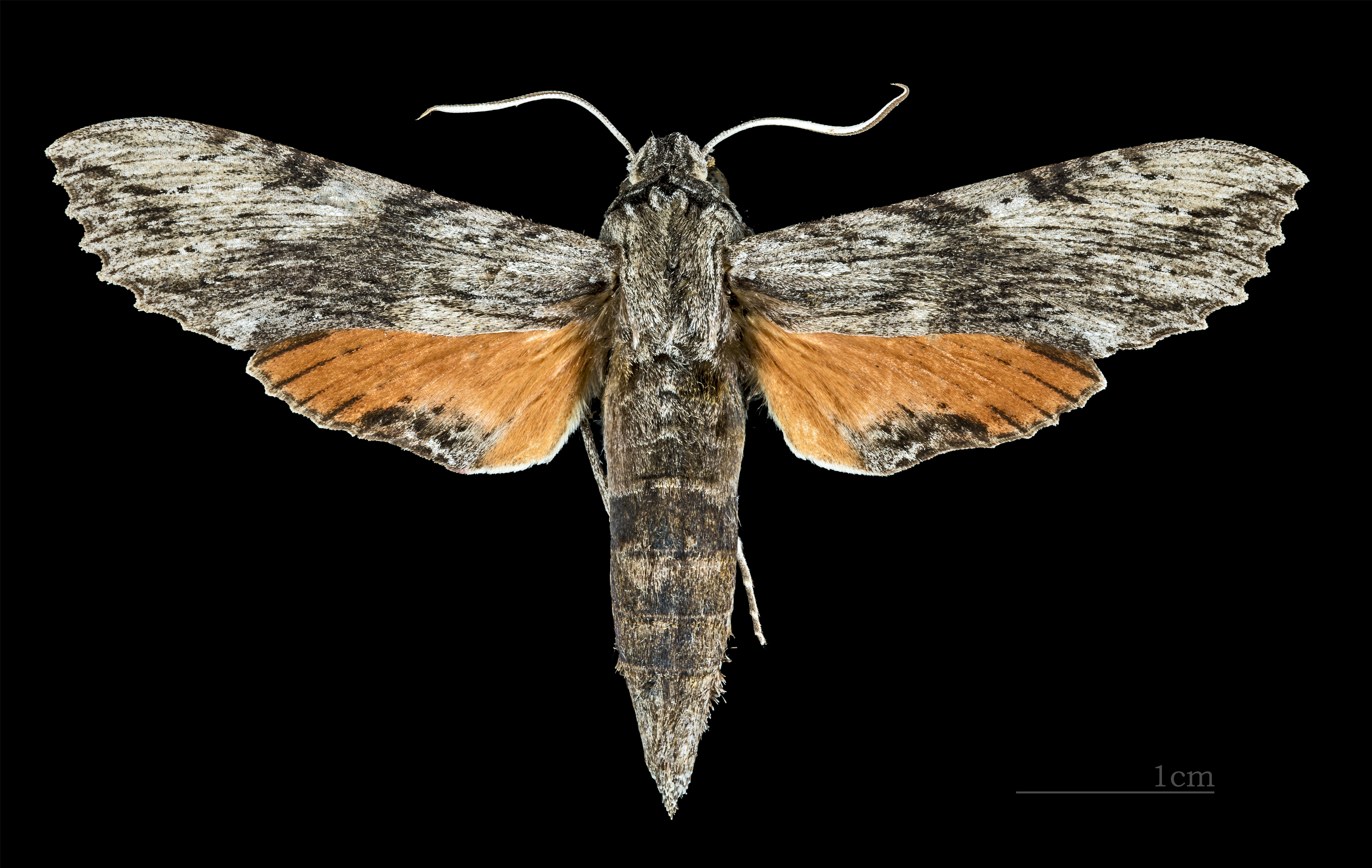
Face dorsale de la femelle MHNT
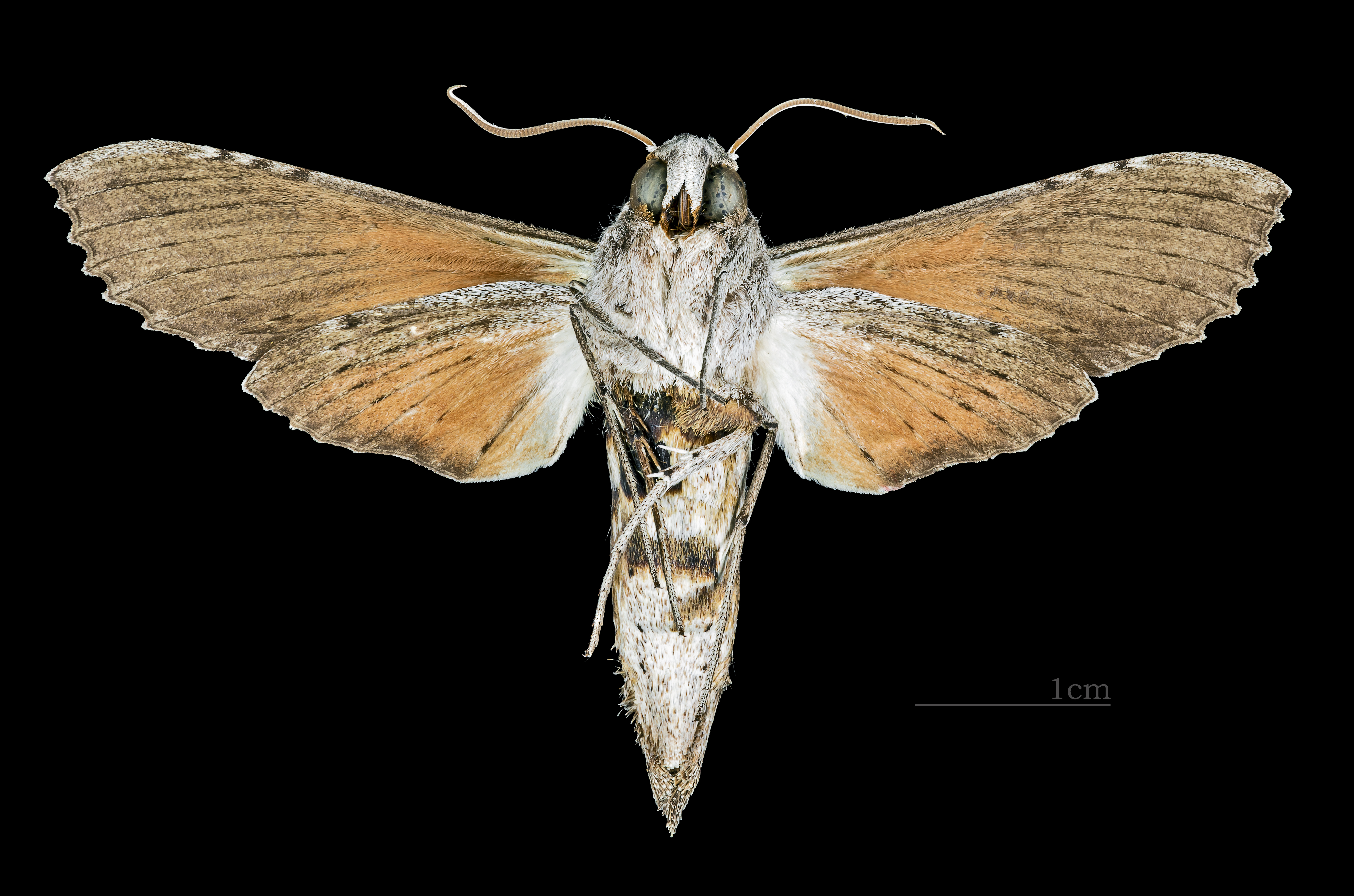
Revers de la femelle MHNT

## Biologie
Les larves se développement sur Philibertia heterophylla, Philibertia viminalis, Cynanchum palustre.

## Systématique
- L'espèce Erinnyis obscura a été décrite par l'entomologiste danois Johan Christian Fabricius, en 1775[2], sous le nom initial de Sphinx obscura.

### Synonymie
- Sphinx obscura (Fabricius, 1775) Protonyme
- Sphinx rustica (Schaller, 1788)
- Erinnyis stheno Geyer, 1829 [3]
- Erinnyis stheno Geyer, 1829
- Erinnyis cinerosa Grote & Robinson, 1865[4]
- Anceryx rhaebus Boisduval, 1870[5]
- Dilophonota rhaebus Godman & Salvin, 1881 [6]
- Dilophonota obscura Godman & Salvin, 1881

### Taxinomie
Liste des sous-espèces
- Erinnyis obscura obscura (Plaines tropicales et subtropicales de l'Uruguay à l'ouest de la Bolivie et de l'Argentine et au nord par l'Amérique centrale, du Mexique et des Antilles en Floride, le Mississippi, le Texas, le Nouveau-Mexique, en Arizona et en Californie du Sud. Strays enregistrée jusqu'à l'Arkansas, l'Oklahoma, le Nebraska, le Dakota du Nord et de la Pennsylvanie)
- Erinnyis obscura conformis Rothschild & Jordan, 1903 (îles Galápagos)
- Erinnyis obscura socorroensis Clark, 1926 (Îles Revillagigedo)

Erinnyis obscura conformis ♂
Erinnyis obscura conformis ♂△
Erinnyis obscura conformis ♀
Erinnyis obscura conformis ♀ △